# آلن ویک
آلن ویک (به انگلیسی: Alan Wake) یک بازی ویدئویی دلهره‌آور در سبک ترس و بقا و اکشن-ماجراجویی است که توسط شرکت فنلاندی سازندهٔ مکس پین یعنی رمدی انترتینمنت ساخته شده و استودیو مایکروسافت آن را منتشر کرده است. این بازی مه ۲۰۱۰ برای ایکس‌باکس ۳۶۰ و در سال ۲۰۱۲ برای مایکروسافت ویندوز منتشر شده است. این بازی که ساخت آن ۵ سال طول کشید، با نظرهای مثبتی مواجه شد و فضا، روایت و سرعت پیشروی داستان تحسین شده است. مجله تایم هم به آلن ویک رتبهٔ نخست را در فهرست ۱۰ بازی ویدئویی برتر سال ۲۰۱۰ داده است. بعد از این بازی، کابوس آمریکایی آلن ویک ساخته شد که نسخهٔ ایکس‌باکس آن ۲۲ فوریه ۲۰۱۲ در سرتاسر جهان و نسخهٔ کامپیوتری آن ۲۲ مه ۲۰۱۲ در آمریکای شمالی، ۲۹ ژوئن ۲۰۱۲ در اروپا و ۱۵ نوامبر ۲۰۱۲ در استرالیا منتشر شد. ایلکا ویلی مدل و بازیگر آلن ویک و متیو پورتا صداپیشهٔ او بوده‌اند. همچنین نسخه ریمستر این این بازی در اکتبر ۲۰۲۱ برای کنسول‌های نسل نهم انتشار شد.
دنباله بازی؛ تحت عنوان آلن ویک ۲ در سال ۲۰۲۳ منتشر شد که مثل قسمت نخست با واکنش بسیار مثبت منتقدان همراه بود. آلن ویک ۲ توانست در مراسم جوایز بازی ۲۰۲۳، جایزه بهترین روایت، بهترین کارگردانی و بهترین کارگردانی هنری را به خود اختصاص دهد.

## داستان
آلن ویک نویسندهٔ مشهور کتاب‌های پر فروش دلهره‌آور روانشناختی است. او در کابوسی می‌بیند که افرادی با تبر به دنبال او هستند و او برای نجاتش باید به سمت نور برود. صدایی در خواب به او یاد می‌دهد که برای نابود کردن این موجودات که از جنس تاریکی هستند، باید از نور و اسلحه استفاده کند. او که دو سال نتوانسته است داستانی بنویسد، به پیشنهاد مدیر برنامه‌اش، بری ویلر و همسرش آلیس، برای مسافرتی کوتاه به همراه آلیس از نیویورک به شهر کوهستانی برایت فالز در ایالت واشینگتن می‌رود.
وقتی به آنجا می‌رسند، آلیس که دچار ترس از تاریکی است برای خریدن چراغ قوه می‌رود و از آلن می‌خواهد که کلید کلبه‌ای را که برای اقامت اجاره کرده‌اند از مالک آن یعنی کارل استاکی بگیرد. آلن وارد یک رستوران کوچک می‌شود و در آنجا زنی به نام سینتیا ویور را می‌بیند که فانوسی در بغل دارد و نگران تاریکی راهرویی است که آلن می‌خواهد وارد آن شود. سینتیا به او هشدار می‌دهد که مواظب باشد. آلن که دنبال استاکی می‌گردد، وارد راهرو می‌شود. زنی در لباس مشکی مخصوص سوگواری به آلن می‌گوید که استاکی نتوانسته است بیاید و او کلید کلبه‌ای را به آلن می‌دهد.
آلن و آلیس وارد کلبه که در وسط دریاچهٔ کالدرن است، می‌شوند. آلیس ماشین تحریری را که در کلبه قرار داده شده به آلن نشان می‌دهد و به او می‌گوید که این مسافرت را ترتیب داده است تا روان‌شناسی به نام دکتر هارتمن برای نوشتن به او کمک کند. آلن عصبانی می‌شود و از کلبه بیرون می‌رود. کلبه تاریک می‌شود و آلن صدای فریاد آلیس را می‌شنود. آلن با عجله وارد کلبه می‌شود و آلیس را می‌بیند که در دریاچه افتاده است. او برای نجات آلیس درون آب شیرجه می‌زند.
آلن وقتی به هوش می‌آید، خود را زخمی درون ماشینی لبهٔ پرتگاه میابد اما به یاد ندارد که چه اتفاقی افتاده است. در راه برگشت به شهر، صفحه‌هایی از داستانی به نام جدایی، نوشتهٔ آلن ویک را پیدا می‌کند اما نوشتن آن را به یاد نمی‌آورد. در آن صفحه‌ها نوشته شده که قهرمان داستان در جنگل با مردی تبر به دست روبرو می‌شود. آلن با استاکی که تاریکی او را تسخیر کرده است، روبرو می‌شود. استاکی با تبر به آلن حمله می‌کند. آلن یک چراغ قوه و اسلحه پیدا می‌کند. او با به یاد آوردن کابوسی که دیده بود با استاکی و دیگر موجودات تاریکی می‌جنگد. آلن خود را به یک پمپ گاز می‌رساند و می‌فهمد که یک هفته از وقتی که آلیس در دریاچه افتاده، گذشته است. او کلانتر سارا بریکر را خبر می‌کند. آلن به او می‌گوید که همسرش دزدیده شده است. سارا به او می‌گوید که سال‌هاست که دیگر کلبه‌ای در دریاچه وجود ندارد اما آلن را به آنجا می‌برد. آلن در کمال ناباوری می‌بیند که کلبه‌ای وجود ندارد. سارا که به آلن مشکوک است، او را به کلانتری می‌برد و به اف‌بی‌آی خبر می‌دهد. فردی که ادعا می‌کند گروگانگیر است با آلن تماس می‌گیرد و از او همهٔ داستان جدایی را می‌خواهد. او با آلن قرار می‌گذارد. بری از راه می‌رسد و آلن را با خود می‌برد. آلن سر قرار می‌رود اما گروگانگیر را می‌بیند که از چیزی ترسیده است و اعتراف می‌کند که از آلیس خبر ندارد. تاریکی به شکل گردباد گروگانگیر را می‌کشد و آلن را در دریاچه می‌اندازد.
آلن در کلینیک دکتر هارتمن به هوش می‌آید. هارتمن به او می‌گوید که آلیس غرق شده است و همهٔ این اتفاقات ساختهٔ ذهن آلن بوده است چون که او نتوانسته است با مرگ آلیس کنار بیاید. بعد از او می‌خواهد شروع به نوشتن کند. تاریکی به کلینیک حمله می‌کند. آلن که حرف‌های هارتمن را باور نکرده است با استفاده از این فرصت وارد اتاق هارتمن می‌شود و با دیدن عکس گروگانگیر در کنار هارتمن و پیدا کردن نوشته‌هایش می‌فهمد که هارتمن قصد داشته تا با سوءاستفاده از گم شدن آلیس، داستان آلن را به دست بیاورد. آلن، بری را نیز می‌بیند. تاریکی بعد از کشتن هارتمن همه‌جا را دربرمی‌گیرد. آلن و بری از آنجا فرار می‌کنند.
با اطلاعاتی که آلن و بری به دست آورده‌اند، اکنون آلن می‌داند که آلیس زنده است و در مکان تاریک گیر افتاده است. کلبه‌ای که در دریاچهٔ کالدرن قرار دارد مکانی اسرارآمیز است، موجودی از جنس تاریکی در آنجا گیر افتاده است و سعی دارد که فرار کند. او این توانایی را دارد که داستانی را که نوشته می‌شود به واقعیت تبدیل کند. تاریکی قبلاً نیز سعی کرده بود که از تخیلات دیگر کسانی که در آن کلبه بوده‌اند مثل برادران اندرسون و مالک قبلی آن که نویسنده‌ای به نام توماس زین بوده است، استفاده کند. زین همان کسی است که در کابوس به آلن کمک کرده بود. تاریکی همسر زین، باربارا را کشته و جسم او را دزدیده‌بود. زین با تاریکی جنگیده بود و قلب او را درآورده بود اما تاریکی نابود نشده بود. زین در زلزله‌ای که باعث زیر آب رفتن کلبه شده بود، ناپدید می‌شود. تاریکی همان زن سیاهپوشی بود که کلید کلبه را به آلن داده بود.
آلن و بری به دنبال یافتن سرنخ به مزرعهٔ اندرسون می‌روند. بعد از وصل کردن برق، بخشی از آهنگی را می‌شنوند که پیوسته تکرار می‌شود: «بانوی نور را پیدا کن». آلن می‌فهمد که باید سینتیا ویور، همان زنی که همیشه فانوسی در بغل دارد و نگران تاریکی است را پیدا کند. آن‌ها شب همان‌جا می‌خوابند. آلن در خواب اتفاقات هفته‌ای را که فراموش کرده است، به یاد می‌آورد. تاریکی برای فرار و قدرتمند شدنش آلن را فریب داده بود که برای نجات آلیس باید داستان جدایی را بنویسد. آلن یک هفته در حالی که تحت تأثیر تاریکی بوده است، بدون وقفه داستان می‌نوشته است اما بخشی از وجودش آن قدری هشیار بوده که بتواند تا قبل از اینکه تاریکی همه‌جا و همه‌کس را بگیرد، زین را وارد داستانش کند و نوری که زین با خود آورده بود او را از تاریکی نجات داده بود. آلن از کلبه فرار کرده و سوار ماشین شده بود اما چون حالش بد بود، تصادف کرده بود.
مأمور نایتینگل از اف‌بی‌آی، آلن و بری را در مزرعهٔ اندرسون پیدا و دستگیر می‌کند و به کلانتری می‌برد. تاریکی در کلانتری، نایتینگل را جلوی چشم آلن، بری و کلانتر سارا بریکر با خود می‌برد. سارا تصمیم می‌گیرد به آلن کمک کند. هر سه به دنبال سینتیا ویور که برای نجات خود از تاریکی در نیروگاه برق شهر خود را با نور محاصره کرده است، به آنجا می‌روند. سینتیا به آلن می‌گوید که منتظر او بوده است و وسیلهٔ شکست دادن تاریکی را برای او در «اتاق نور» نگه داشته است. آن‌ها به اتاق نور می‌رسند و آلن می‌فهمد که سلاح او «کلیکر» است، سویچ برق کوچکی که در کودکی مادرش به او داده بود تا هروقت از تاریکی ترسید، با فشار دادن آن همهٔ موجودات ترسناک را از خود دور کند. حالا با قدرتی که نوشته‌های آلن به آن کلیکر داده است، می‌تواند با آن تاریکی را نابود کند.
آلن به تنهایی به کلبه بر می‌گردد و زین را می‌بیند که به او می‌گوید که تاریکی قلب ندارد و جای قلب او با تاریکی پر شده است. آلن با تاریکی روبرو می‌شود، کلیکر را در جای خالی قلبش فرو می‌برد و سویچ را فشار می‌دهد. نور شدید کلیکر، تاریکی را نابود می‌کند. آلن، آلیس را پیدا نمی‌کند و فکر می‌کند که برای برقراری تعادل باید خودش را به جای آلیس به دریاچه بدهد. آلیس از زیر آب بیرون می‌آید ونجات پیدا می‌کند. در اعماق تاریکی و در دریاچه، آلن درمیابد که داستان جدایی هنوز تمام نشده است. او به سراغ ماشین تحریر می‌رود تا داستان را ادامه دهد و نجات خودش را رقم بزند. آلن می‌نویسد: «این یک دریاچه نیست، یک اقیانوس است.»
اپیزود سیگنال
بعد از پایان بازی اصلی، آلن خود را در نسخهٔ غیرواقعی برایت فالز میابد و می‌فهمد که هنوز در اعماق دریاچهٔ کالدرن گیر افتاده است. زین به آلن کمک می‌کند تا سیگنال یک تلفن همراه را دنبال کند تا خود را از «مکان تاریک» نجات دهد. مکان تاریک قلمرویی است که تاریکی از آن آمده‌بود و نوشته‌ها در آنجا به واقعیت تبدیل می‌شوند. در حالی که آلن همچنان با دشمنانش می‌جنگد، با تلویزیون‌هایی مواجه می‌شود که آلن دیوانه‌ای را نشان می‌دهد که از اتفاقاتی که قرار است بیفتد سخن می‌گوید و پیشاپیش به آلن هشدار می‌دهد. او همچنین با نسخه‌ای ماورائی از بری ویلر، که بخشی از ضمیر نیمه‌آگاهش است، روبرو می‌شود که به آلن کمک می‌کند.
سیگنال زین، آلن را به یک کارخانهٔ چوب‌بری هدایت می‌کند اما آلن خود را دوباره در آپارتمانش میابد. زین ظاهر می‌شود و به آلن می‌گوید که آلن دیوانه‌ای که در تلویزیون می‌بیند، بخشی از وجود خودش است و این خود آلن است که خودش را در مکان تاریک نگه داشته است. آلن حرف زین را باور نمی‌کند اما خیلی زود با تلویریون‌های هیولایی شکلی مواجه می‌شود که آلن غیرمنطقی در آن‌ها قصد کشتن او را دارد. آلن موفق می‌شود که نسخهٔ دیوانه خود را شکست دهد. او دوباره در کلبه در دریاچه بیدار می‌شود و می‌فهمد که هنوز آنجا گیر افتاده است.
اپیزود نویسنده
آلن که هنوز در مکان تاریک گیر افتاده است، هشیاری خود را بازمیابد تا خاطرات خود را از برایت فالز به یاد آورد. بعد از ترک دریاچهٔ کالدرن و مزرعهٔ اندرسون، زین به آلن می‌گوید که باید از طریق فانوس دریایی به کلبه برگردد. محیط به شدت غیرواقعی می‌شود و آلن راهی را که زین به او نشان می‌دهد، دنبال می‌کند و با دشمنان زیادی مبارزه می‌کند. زین به آلن هشدار می‌دهد که آلن غیرمنطقی هنوز در کلبه است، مکان تاریک را کنترل می‌کند و خودش را به جای آلن منطقی نشان می‌دهد. آلن منطقی باید کنترل رؤیا را به دست بگیرد تا از مکان تاریک فرار کند. آلن غیرمنطقی سعی می‌کند تا با ساختن تصویری از آلیس، خاموش کردن فانوس دریایی و فرستادن تعداد زیادی از دشمنان به دنبال آلن، جلوی او را بگیرد. آلن سرانجام با کمک زین از فانوس دریایی به کلبه می‌رسد.
وقتی آلن به کلبه نزدیک می‌شود، بری خیالی را می‌بیند که با او دشمن شده است. او با نسخهٔ خیالی تسخیر شدهٔ دکتر هارتمن، برادران اندرسون و بری می‌جنگد و همهٔ آن‌ها را شکست می‌دهد. سرانجام آلن وارد کلبه می‌شود و آلن دیوانه را می‌بیند که با حالت پارانویایی کف کلبه افتاده است و با ترس جمله‌های نامفهومی می‌گوید. آلن به او دست می‌زند و هر دو، یکی می‌شوند. آلن می‌فهمد که نمی‌تواند به خودش اجازه دهد که از ترس اینکه نتواند از آنجا فرار کند، دوباره دچار توهم شود. او پشت ماشین تحریر می‌نشیند تا داستان جدیدی را به نام بازگشت شروع کند.

## موسیقی
موسیقی بازی توسط پتری آلانکو ساخته شده است اما ترانه پایانی این بازی که «جنگ» نام دارد توسط گروه محبوب فنلادی پوئتز آو د فال (به انگلیسی: Poets of the Fall) ساخته شده است. این گروه همچنین ترانهٔ پایانی بازی معروف و محبوب مکس پین ۲: سقوط مکس پین را ساخته است. همچنین در این بازی از شخصیت‌های برادران اندرسون که در جوانی یک گروه موسیقی داشتند دو ترانه بنام‌های The Poet and The Muse و Children of The Elder God شنیده می‌شود که هر دو ترانه کار پوئتز آو د فال است.

## بازتاب‌ها

### نقدها
| گردآورنده | امتیاز                    |
| --------- | ------------------------- |
| متاکریتیک | (X360) 83/100 (PC) 83/100 |

| ناشر                   | امتیاز |
| ---------------------- | ------ |
| وان‌آپ.کام              | B+     |
| سی‌وی‌جی                 | 9.0/10 |
| یوروگیمر               | 7/10   |
| گیم اینفورمر           | 8.5/10 |
| گیم‌پرو                 | 4/5    |
| گیم‌اسپات               | 8.5/10 |
| گیم‌تریلرز              | 8.6/10 |
| آی‌جی‌ان                 | 9/10   |
| اواکس‌ام (ایالات متحده) | 9/10   |
| Spawn Kill             | 8.5/10 |
| Wired                  | 6/10   |

| ناشر | جایزه                    |
| ---- | ------------------------ |
| IGN  | Editors' Choice Award    |
| Time | No. 1 video game of 2010 |

### جوایز
| \| سال \| جوایز \| دسته \| نتیجه \| Ref \| \| ---- \| ------------------------------------------------------ \| ----------------------------- \| ------------------- \| ---- \| \| ۲۰۱۰ \| British Academy Video Games Awards (7th) \| موسیقی بازی \| نامزدشده \| [۱۹] \| \| ۲۰۱۰ \| British Academy Video Games Awards (7th) \| داستان \| نامزدشده \| [۱۹] \| \| ۲۰۱۰ \| British Academy Video Games Awards (7th) \| صداگذاری \| نامزدشده \| [۱۹] \| \| ۲۰۱۰ \| Annual Game Music Awards (by Square Enix Music Online) \| بهترین امتیاز– اروپا \| برنده \| [۲۰] \| \| ۲۰۱۰ \| Video Game Awards 2010 \| بهترین بازی ایکس باکس ۳۶۰ \| نامزدشده \| \| \| ۲۰۱۰ \| GameSpot Best of 2010 \| بهترین آی پی \| نامزدشده \| [۲۱] \| \| ۲۰۱۰ \| GameSpot Best of 2010 \| بهترین آی پی \| Won Reader's Choice \| [۲۲] \| \| ۲۰۱۰ \| GameSpot Best of 2010 \| بهترین داستان \| نامزدشده \| [۲۳] \| \| ۲۰۱۰ \| GameSpot Best of 2010 \| بهترین گرافیک \| نامزدشده \| [۲۴] \| \| ۲۰۱۰ \| GameSpot Best of 2010 \| بهترین اتمسفر \| نامزدشده \| [۲۵] \| \| ۲۰۱۰ \| GameSpot Best of 2010 \| بهترین طراحی صدا \| نامزدشده \| [۲۶] \| \| ۲۰۱۰ \| GameSpot Best of 2010 \| بهترین صداپیشگی \| نامزدشده \| [۲۷] \| \| ۲۰۱۰ \| GameSpot Best of 2010 \| بهترین مکانیسم بازی \| نامزدشده \| [۲۸] \| \| ۲۰۱۰ \| GameSpot Best of 2010 \| بهترین نویسندگی/دیالوگ \| نامزدشده \| [۲۹] \| \| ۲۰۱۰ \| IGN Best of 2010 – Xbox 360 \| بهترین بازی ترسناک \| برنده \| [۳۰] \| \| ۲۰۱۰ \| IGN Best of 2010 – Xbox 360 \| بهترین شخصیت (آلن ویک) \| نامزدشده \| [۳۱] \| \| ۲۰۱۰ \| IGN Best of 2010 – Xbox 360 \| بهترین داستان \| نامزدشده \| [۳۲] \| \| ۲۰۱۰ \| IGN Best of 2010 – Xbox 360 \| اتمسفر سرد \| نامزدشده \| [۳۳] \| \| ۲۰۱۰ \| IGN Best of 2010 – Xbox 360 \| بهترین گیم پلی خلاقانه \| نامزدشده \| [۳۴] \| \| ۲۰۱۰ \| Shacknews Best of 2010 Awards \| اکشن-ماجراجویی \| نامزدشده \| [۳۵] \| \| ۲۰۱۰ \| Shacknews Best of 2010 Awards \| بازی سال \| نامزدشده \| [۳۶] \| \| ۲۰۱۰ \| Shacknews Best of 2010 Awards \| New Face We Hope to See Again \| Runner-up \| [۳۷] \| \| ۲۰۱۰ \| Shacknews Best of 2010 Awards \| داستان \| نامزدشده \| [۳۸] \| \| ۲۰۱۰ \| Shacknews Best of 2010 Awards \| بهترین انحصاری ایکس باکس ۳۶۰ \| نامزدشده \| [۳۹] \| |                                                        |                               |                     |        |
| سال | جوایز                                                  | دسته                          | نتیجه               | Ref    |
| ۲۰۱۰ | British Academy Video Games Awards (7th)               | موسیقی بازی                   | نامزدشده            | [ ۱۹ ] |
| ۲۰۱۰ | British Academy Video Games Awards (7th)               | داستان                        | نامزدشده            | [ ۱۹ ] |
| ۲۰۱۰ | British Academy Video Games Awards (7th)               | صداگذاری                      | نامزدشده            | [ ۱۹ ] |
| ۲۰۱۰ | Annual Game Music Awards (by Square Enix Music Online) | بهترین امتیاز– اروپا          | برنده               | [ ۲۰ ] |
| ۲۰۱۰ | Video Game Awards 2010                                 | بهترین بازی ایکس باکس ۳۶۰     | نامزدشده            |        |
| ۲۰۱۰ | GameSpot Best of 2010                                  | بهترین آی پی                  | نامزدشده            | [ ۲۱ ] |
| ۲۰۱۰ | GameSpot Best of 2010                                  | بهترین آی پی                  | Won Reader's Choice | [ ۲۲ ] |
| ۲۰۱۰ | GameSpot Best of 2010                                  | بهترین داستان                 | نامزدشده            | [ ۲۳ ] |
| ۲۰۱۰ | GameSpot Best of 2010                                  | بهترین گرافیک                 | نامزدشده            | [ ۲۴ ] |
| ۲۰۱۰ | GameSpot Best of 2010                                  | بهترین اتمسفر                 | نامزدشده            | [ ۲۵ ] |
| ۲۰۱۰ | GameSpot Best of 2010                                  | بهترین طراحی صدا              | نامزدشده            | [ ۲۶ ] |
| ۲۰۱۰ | GameSpot Best of 2010                                  | بهترین صداپیشگی               | نامزدشده            | [ ۲۷ ] |
| ۲۰۱۰ | GameSpot Best of 2010                                  | بهترین مکانیسم بازی           | نامزدشده            | [ ۲۸ ] |
| ۲۰۱۰ | GameSpot Best of 2010                                  | بهترین نویسندگی/دیالوگ        | نامزدشده            | [ ۲۹ ] |
| ۲۰۱۰ | IGN Best of 2010 – Xbox 360                            | بهترین بازی ترسناک            | برنده               | [ ۳۰ ] |
| ۲۰۱۰ | IGN Best of 2010 – Xbox 360                            | بهترین شخصیت (آلن ویک)        | نامزدشده            | [ ۳۱ ] |
| ۲۰۱۰ | IGN Best of 2010 – Xbox 360                            | بهترین داستان                 | نامزدشده            | [ ۳۲ ] |
| ۲۰۱۰ | IGN Best of 2010 – Xbox 360                            | اتمسفر سرد                    | نامزدشده            | [ ۳۳ ] |
| ۲۰۱۰ | IGN Best of 2010 – Xbox 360                            | بهترین گیم پلی خلاقانه        | نامزدشده            | [ ۳۴ ] |
| ۲۰۱۰ | Shacknews Best of 2010 Awards                          | اکشن-ماجراجویی                | نامزدشده            | [ ۳۵ ] |
| ۲۰۱۰ | Shacknews Best of 2010 Awards                          | بازی سال                      | نامزدشده            | [ ۳۶ ] |
| ۲۰۱۰ | Shacknews Best of 2010 Awards                          | New Face We Hope to See Again | Runner-up           | [ ۳۷ ] |
| ۲۰۱۰ | Shacknews Best of 2010 Awards                          | داستان                        | نامزدشده            | [ ۳۸ ] |
| ۲۰۱۰ | Shacknews Best of 2010 Awards                          | بهترین انحصاری ایکس باکس ۳۶۰  | نامزدشده            | [ ۳۹ ] |